# Lucius Aurelius Flaccus Sempronius Hispanus
Lucius Aurelius Flaccus Sempronius Hispanus (vollständige Namensform Lucius Aurelius Luci filius Galeria Flaccus Sempronius Hispanus) war ein im 1. Jahrhundert n. Chr. lebender Angehöriger des römischen Ritterstandes (Eques). Durch eine Inschrift, die in Cumae gefunden wurde, ist seine Laufbahn bekannt.
Flaccus ließ in der Inschrift als erste Position seiner militärischen Laufbahn die des Primus Pilus in der Legio VII Claudia pia fidelis festhalten, die am Ende des 1. Jahrhunderts in der Provinz Moesia superior stationiert war. Danach war er (in dieser Reihenfolge) Kommandeur (Tribunus) der Cohors I vigilum, der Cohors XIIII urbana und der Cohors VIII praetoria in Rom. Im Anschluss wurde er ein zweites Mal Primus Pilus, diesmal in der Legio XIII Gemina, die am Ende des 1. Jahrhunderts in der Provinz Pannonia stationiert war. Er erhielt von Domitian (81–96) militärische Auszeichnungen (donis militaribus donato). Danach war er als Procurator für die Finanzverwaltung in zwei Provinzen verantwortlich, zunächst in der Provinz Narbonensis und danach in der Provinz Belgica; diese Positionen waren mit einem Jahreseinkommen von 200.000 Sesterzen verbunden.
Flaccus war in der Tribus Galeria eingeschrieben. Die Inschrift wurde von seinen Freigelassenen Xanthus und Sympheron errichtet. Er wird in einer weiteren Inschrift aufgeführt, die die Laufbahn eines Marcus Te[] [] wiedergibt, der u. a. Gehilfe (adiutor) von Flaccus war, während dieser Procurator in der Provinz Belgica war.
Die Inschrift wird bei der Epigraphik-Datenbank Clauss-Slaby auf 86/87 datiert. Ségolène Demougin datiert einzelne Stationen seiner Laufbahn wie folgt: Ende der militärischen Laufbahn und Erhalt der Auszeichnungen 83, Procurator in Narbonensis von 84 bis 86 und Procurator in Belgica um 86/87.